# Armoriale delle famiglie italiane (Ch)
Questo è l'armoriale delle famiglie italiane il cui cognome inizia con le lettere Ch.

## Armi

### Cha
| Stemma | Casato e blasonatura |
| ------ | --- |
|        | Chabran o Chiabrano o Chiabrand (Susa) Titolo: conti Troncato, al 1° d'azzurro, a tre stelle d'oro, ordinate in fascia, al 2° di rosso, alla capra d'argento, con la fascia d'argento sulla partizione (citato in (15)) |
|        | Chacon o Cachon o Giaccon o Giacona o Jacona (Sicilia) Titolo: barone di Friddicelli; marchese di Salinas; duca di Sorrentino inquartato: nel 1° e 4° d'argento, al lupo passante di nero; nel 2° e 3° d'azzurro, al fiordaliso d'oro (citato in Mango) inquartato, nel 1° e 4° d'argento, con un lupo passante di nero, nel 2° e 3° d'azzurro, con un giglio d'oro (citato in (26)) Corona di duca Motto: Premium fortitudinis Notizie storiche in Famiglie nobili di Sicilia. |
|        | Challant o Challand (Aosta) Titolo: conti di Challant e St. Marcel, Châtillon, Montjovet; visconti di Aosta; baroni di Aymaville, Fénis; signori di Andorno e Tavigliano, Cly, Coazze, Graines, Issogne, Molare, Mollard, Mornex, Quart, Roche, St. Alban, Saxel, Verres, Zumaglia; consignori di Gressoney (anche principi di Valangin; conti di Arberg; baroni di Bauffremont; signori di Coligny, Arlos, Orpierre, Salagine, Montbreton, Varey, Surpierre, Usson, Retortour) D'argento, al capo di rosso, con il filetto di nero in banda alias Inquartato, d'oro, all'aquila coronata di nero, armata di rosso, e d'argento, al capo di rosso, con il filetto di nero in banda alias Troncato, al 1° inquartato d'oro all'aquila di nero (vicecomitato di Aosta) e di Challant, al 2° inquartato di rosso al palo d'oro, carico di tre scaglioni di nero (Valangin), e vaiato d'oro e di rosso (Bauffremont) alias Inquartato, al 1° e 4° di Challant, al 2° e 3° controinquartato di Valangin e Bauffremont Motto: Tout est et n'est rien - Tout est monde et le monde n'est rien (citato in (15)) |
|        | Challant (linea di Cly, du Cly o Ducly ) Titolo: visconti di Aosta; baroni di Cly; signori di Chambave, Saint-Denis, Diémoz, Verrayes, Torgnon e tutta la Valtournenche, Anche Nernier. Nel Ducato di Borgogna : Signori di Baume, Valempoulières, Montbozon; anche in Svizzera; Signori di Roche-d'Or, Châtel-Saint-Denis D'argento, al capo di rosso, con il filetto di nero in banda, carico di tre mezzelune d'argento crescenti alias Inquartato, al 1° e 4° del vicecomitato di Aosta, al 2° e 3° di Cly alias Inquartato, al 1° e 4° di Cly, al 2° e 3° di Nernier (Ramo di Nernier) Motto: Tout est et n'est rien - Tout est monde et le monde n'est rien (citato in (15)) |
|        | Challant (linea di Châtillon) D'argento, al capo di rosso, con il filetto di nero in banda, carico di un anello d'oro ritirato verso il capo alias D'argento, al capo di rosso, con il filetto di nero in banda, carico di una palma d'oro ritirata verso il capo Motto: Tout est et n'est rien - Tout est monde et le monde n'est rien (citato in (15)) |
|        | Challant (linea di Ussel e Saint Marcel) D'argento, al capo di rosso, con il filetto di nero in banda, carico di una stella d'oro ritirata verso il capo Motto: Tout est et n'est rien - Tout est monde et le monde n'est rien (citato in (15)) |
|        | Challant (linea di Aymaville) D'argento, al capo di rosso, con il filetto di nero in banda, carico di una colomba d'argento ritirata verso il capo Motto: Tout est et n'est rien - Tout est monde et le monde n'est rien (citato in (15)) |
|        | Challant (linea di Varey) D'argento, al capo di rosso, con il filetto di nero in banda, carico di una moscatura di ermellino d'oro ritirata verso il capo Motto: Tout est et n'est rien - Tout est monde et le monde n'est rien (citato in (15)) |
|        | Challons d'Oranges (Molise) (la blasonatura non è stata ancora caricata) (citato in DAlena) |
|        | Chalza (Verona) gamba destra armata rivolta e recisa di argento speronata di oro - lancia da torneo di argento posta in sbarra tutto su azzurro (citato in LEOM) |
|        | Chamonin (Dunkerque) D'argento allo scaglione di rosso, accompagnato, in capo da due stelle d'azzurro, in punta, da un'ancora di nero (citato in (15)) |
|        | Champossin (Nizza) Titolo: baroni di San Silvestro; consignori di Puget Rostand D'azzurro allo scaglione d'oro, accompagnato in capo da tre stelle d'argento, ordinate in fascia, e in punta da un leone, pure d'oro (citato in (15)) |
|        | Chamvillard (Quart) D'oro, alla croce di Lorena trifogliata, con due palme uscenti dall'incrocio della traversa inferiore, il tutto di nero alias D'oro, alla croce di Lorena trifogliata, con due palme uscenti dall'incrocio della traversa inferiore, il tutto di verde (citato in (15)) |
|        | Chandiou o Chandioz (Aosta) D'azzurro, a tre mezzi voli d'oro, i superiori affrontati Motto: Sub umbra alarum tuarum (citato in (15)) |
|        | Charles o Charle (Perloz) D'azzurro, al leone d'oro, linguato di rosso, tenente una lancia, all'antica dello stesso, banderuolata d'argento, sormontata da una stella d'oro (citato in (15)) |
|        | Chasteaunef le Noir (Toscana) (DE) In Rot 1 eintürmige silberne Burg mit rotem Tor (citato in (28)) |
|        | Châtillon d'argento alla croce di rosso (citato in (4) – Vol. III pag. 403) |
|        | Chaveron (Francia) D'argento al palo bandato di nero e d'oro di 8 pezzi (citato in DAlena) |
|        | Chaves (Abruzzo) Di rosso a cinque chiavi d'oro poste in palo 2, 1 e 2 (citato in DAlena) |

### Che
| Stemma | Casato e blasonatura |
| ------ | --- |
|        | Checcacci (Firenze) D'azzurro, a tre rami di rosaio di verde, fioriti ciascuno di un pezzo di rosso, ordinati fra i quattro pendenti di un lambello dello stesso, sormontato da una cometa d'oro alias D'azzurro, a tre rami di rosaio di verde, fioriti ciascuno di un pezzo di rosso (citato in (13)) |
|        | Checchini o Checchini dell'Unicorno (Firenze) D'azzurro, alla croce di rosso accantonata da quattro stelle a otto punte d'oro (citato in (13)) (DE) In Blau 1 rotes Kreuz, bewinkelt von je 1 achtstrahligen goldenen Stern (citato in (28)) alias D'azzurro, alla croce di rosso accantonata da quattro stelle a sei punte d'oro (citato in (13)) |
|        | Checconi (Siena) D'oro, alla fascia diminuita d'azzurro, caricata di un crescente montante del campo, e accompagnata da tre teste di aquila di nero, 2.1 (citato in (13)) |
|        | Cheli (Pescia) Troncato d'argento e di nero (citato in (13)) troncato di argento e di nero (citato in LEOM) (DE) Silber-schwarz geteilt (citato in (28)) |
|        | Cheli (Pistoia, Firenze) D'azzurro, alla fascia d'argento sostenente un cane passante di rosso collarinato d'argento, e accompagnata in punta da un monte di tre cime d'oro (citato in (13)) |
|        | Cheli (Siena) Partito d'argento e di rosso, a tre rose, 2.1, le due dell'uno nell'altro e l'una dell'uno all'altro (citato in (13)) |
|        | Chelini (Firenze) D'oro, all'albero di olivo sradicato al naturale (citato in (13)) |
|        | Chelini (Pisa) Troncato: nel 1º d'oro, all'aquila dal volo abbassato di nero; nel 2º di rosso, alla testa di guerriero posta in profilo d'argento, coperta di un elmo dello stesso; con la fascia diminuita di..., passata sulla troncatura (citato in (13)) |
|        | Chelli (Firenze) Partito d'azzurro e d'oro, alla croce ritrinciata dell'uno all'altro (citato in (13)) (DE) In blau-gold gespaltenem Feld 1 endgespitztes Kreuz in verwechselten Tinkturen (citato in (28)) |
|        | Chelli (Firenze) Inquartato di nero e d'argento, alla croce finestrata attraversante dell'uno all'altro (citato in (13)) |
|        | Chelli (Firenze) D'azzurro, a due vasi manicati d'oro alias D'azzurro, a tre vasi manicati d'oro (citato in (13)) |
|        | Chelli (Livorno) Troncato: nel 1º d'oro, all'aquila dal volo abbassato di nero; nel 2º d'argento, al leone rivolto al naturale, tenente in sbarra una spada dello stesso (citato in (13)) |
|        | Chelli (Livorno) aquila al naturale testa rivolta su oro - leone rampante rivolto al naturale su argento spada di argento in sbarra in destra (citato in LEOM) |
|        | Chelli (Lucca) D'azzurro, alla ruota d'oro, posta in mezzo a tre rose di rosso, 2.1; il tutto accompagnato in capo dal monogramma di Cristo d'oro, raggiante dello stesso (citato in (13)) |
|        | Chelli (Pistoia) Troncato: nel 1º d'argento, al cervo passante al naturale; nel 2º palato di sei pezzi d'oro e di rosso (citato in (13)) |
|        | Chelli da Monterappoli (Firenze) Di rosso, a tre palle di vaio, 2.1 alias D'azzurro, al cane rampante d'argento, e alla banda diminuita attraversante di rosso (citato in (13)) |
|        | Chellini (Firenze) Troncato: nel 1º d'azzurro, alla testa d'aquila d'oro, coronata dello stesso; nel 2º fasciato di quattro pezzi dei due smalti alias D'azzurro, a due fasce diminuite abbassate d'oro, la prima sostenente un'aquila dal volo abbassato di nero, coronata d'oro (citato in (13)) |
|        | Cheluzzi (Trento) di rosso a tre bisanti d'oro posti 1, 2 (citato in (4) – Vol. II pag. 437) |
|        | Cheluzzi (Colle) Di rosso, a tre palle d'oro, 1.2 (citato in (13)) |
|        | Cheppi (Firenze) D'azzurro, a due pesci decussati d'argento, branchiati di rosso (citato in (13)) |
|        | Cherichini Barducci (Toscana) (DE) In Rot 6 blaue Scheiben, 1:2:2:1 gestellt (citato in (28)) |
|        | Cherici (Arezzo) D'azzurro, al monte di sei cime d'oro, sormontato da una stella a otto punte dello stesso (citato in (13)) monte a 6 cime di oro su azzurro - stella (8 raggi) di oro in alto su azzurro (citato in LEOM) |
|        | Cherici (Sansepolcro) D'azzurro, al monte di sei cime d'oro, sormontato da una cometa dello stesso (citato in (13)) monte a 6 cime di oro su azzurro - cometa in palo di oro in alto su azzurro (citato in LEOM) |
|        | Cherofini (Viterbo) partito: a destra d'oro al destrocherio vestito di rosso impugnante un garofano al naturale; a sinistra d'azzurro, al monte di 6 cime d'oro; al capo d'oro caricato di un giglio d'azzurro (citato in (2) – pag. 283 e in DAlena) |
|        | Cherubini (Firenze) D'azzurro, alla fascia diminuita e abbassata di..., sostenente un orso passante di..., il tutto accompagnato in capo da una testa di serafino di... e in punta da un crescente montante di... (citato in (13)) alias D'azzurro, a tre stelle a otto punte d'oro, 1.2, ciascuna sormontata da una testa di cherubino di carnagione, il tutto accompagnato in punta da un crescente montante d'argento, sostenuto da una nuvola dello stesso (citato in (13)) alias D'azzurro, a tre stelle a otto punte d'argento, 1.2, ciascuna sormontata da una testa di cherubino di carnagione, il tutto accompagnato in punta da un crescente montante d'argento, sostenuto da una nuvola dello stesso (citato in (13)) (DE) In Blau 3 Cherubimköpfe, 3 achtstrahlige silberne Sterne und 1 auf natürlichen silbernen Wolken liegender silberner Halbmond 1:2:1:2:1 gestellt (citato in (28)) |
|        | Cherubini (Pescia) Di..., al monte di tre cime di..., sormontato da una testa di cherubino di... (citato in (13)) |
|        | Cherubini (Pistoia) D'oro, alla fascia d'azzurro caricata di tre stelle a otto punte del campo, e accompagnata da due teste di cherubino di carnagione, chiomate d'oro e aureolate e alate d'argento, una in capo e una in punta (citato in (13)) |
|        | Chevalley (Torino) Titolo: conti di Santa Brigida Di rosso, alla testa di cavallo, al naturale, recisa d'argento, con il capo d'azzurro, a tre stelle d'oro, in fascia (citato in (15)) |

### Chia
| Stemma | Casato e blasonatura |
| ------ | --- |
|        | Chiabaudi o Chabaud (Nizzardo) Titolo: conti di Torretta Levenzo; signori di Aspromonte, Baussone, Cadenetta, Coarazze, Merindol, Puget Theniers, Roccasparvera, Todone; consignori di Castelnuovo, Falicon, Peglione D'oro, alla stella di sedici raggi d'azzurro, carica di un castello d'argento, di tre pezzi alias D'oro, alla cometa di più raggi, di rosso, carica di un castello d'argento, di tre pezzi, murato di nero (citato in (15)) |
|        | Chiaberge (Torino) Un scudo quadro apuntato e cartochiato a beneplacito d'azzurro stellato d'oro intoppato ad una tigre passante d'argento machiato di sabia troncato di sinopia e rombato d'argento in palo Motto: Ut vigeam vigilo (citato in (15)) |
|        | Chiabrera o Ciabrera o Zabrera (Acqui) Titolo: conti di Montsaxonnex e Vougy Troncato d'oro e di rosso, al leone d'argento, accostato da due spini secchi al naturale (arma antica) alias Di rosso, al leone d'oro, accostato da due rami di palma, di verde alias Di rosso, alla rosa d'oro, gambuta e fogliata di tre pezzi di verde, accompagnata da tre mezze lune d'argento, quelle in capo affrontate, quella in punta montante alias Di rosso, al leone coronato d'oro, accostato da due palme, di verde alias Troncato d'azzurro e di rosso, al leone d'oro, accostato da due rami di palma, di verde Motto: Nihil ad pmno parte beatum (citato in (15)) |
|        | Chiabrera (Torino) leone rampante coronato di oro affiancato da 2 foglie di palma di verde su rosso (citato in LEOM) |
|        | Chiabrera Castelli (Acqui) Titolo: Conte di rosso, alla rosa d'oro, gambuta e fogliata di tre pezzi di verde; accompagnata da tre mezzelune di argento: quelle in capo affrontate, quella in punta montante (citato in (4) – Vol. II pag. 437 e in (15)) |
|        | Chiabrera Dagna Sabina (Acqui) Titolo: Nobile di rosso, alla rosa d'oro, gambuta e fogliata di tre pezzi di verde; accompagnata da tre mezzelune di argento: quelle in capo affrontate, quella in punta montante (citato in (4) – Vol. II pag. 438 e in (15)) |
|        | Chiaffrè (Torino) D'azzurro, a sei chiavi d'argento, ciascuna posta in sbarra, tutte ordinate in banda, con gli ingegni alternati di sopra e di sotto e affrontati due a due, le chiavi accompagnate da due stelle d'oro Motto: Tute (citato in (15)) |
|        | Chiaffrino (Bra) Troncato, d'azzurro, al ferro di cavallo, d'argento, e d'argento, all'aquila di nero (citato in (15)) |
|        | Chialva (Saluzzo) D'azzurro, alla fascia d'argento, accompagnata in capo da una stella d'oro, in punta da una colomba, tenente un ramoscello d'olivo nel becco, al naturale Motto: Eadem non eadem (citato in (15)) |
|        | Chiandella (Moncalieri) Palato di nero e d'argento (?), con il capo d'argento, carico di tre stelle (8), di [...], ordinate in fascia (citato in (15) e in (22)) |
|        | Chiandono o Zandone (Castellamonte) Scaccato d'argento e d'azzurro di sedici pezzi, con l'alloro nutrito sulla pianura, il tutto di verde, movente della punta dello scudo, allo scoiattolo al naturale, rampante sul tronco a sinistra (citato in (15)) |
|        | Chianea (Tenda) Titolo: conti di Santo Stefano D'azzurro, allo scudetto d'oro, carico di una stella di rosso alias D'azzurro, alla bordura d'oro, con la stella d'oro, in cuore alias d'oro, allo scudetto d'azzurro, carico di una stella del campo Motto: Ista ducente (citato in (15)) |
|        | Chianea (Dronero) D'azzurro, alla stella d'oro (citato in (15)) |
|        | Chianello Di Maria Zappino (Palermo) Titolo: barone di Carcaci di rosso, all'albero sradicato d'oro, accostato da un leone e sormontato da una stella, il tutto dello stesso (citato in Mango e in (26)) Notizie storiche in Famiglie nobili di Sicilia. |
|        | Chianni (Toscana) (DE) In blau-silber gespaltenem Feld 1 Zickzackleiste in verwechselten Tinkturen (citato in (28)) |
|        | Chiappa (Sicilia) (d'azzurro, al bracco passante d'argento) (?) (citato in (26)) Notizie storiche in Famiglie nobili di Sicilia. |
|        | Chiappe (Ovada) D'azzurro, alla quercia terrazzata al naturale, con una fascia abbassata d'oro, attraversante sul tutto (citato in (31)) |
|        | Chiappelli (Pistoia) D'argento, alla volpe d'oro corrente sulla campagna di verde; e al capo d'oro, caricato di sei dadi d'argento, 1.2.3, marcati di nero (citato in (13)) |
|        | Chiappini (Piacenza) Titolo: Conte d'azzurro al pino fruttifero al naturale, sradicato sinistrato da un orso rampante al naturale, accompagnato in capo da tre stelle d'oro (6) poste in fascia (citato in (4) – Vol. II pag. 438) |
|        | Chiappini (Firenze) D'argento, all'albero di verde, fruttifero d'oro, sinistrato da un orso levato di nero (citato in (13)) |
|        | Chiappo o Chappo (Bard, Torino) Titolo: conti di Ferrera e Scalero; signori di Nomaglio, Settimo Vittone; consignori di Cesnola D'azzurro, alla fascia d'argento, caricata di tre rose di rosso Motto: Dextra mente (citato in (15)) |
|        | Chiapusso (Susa, Novalesa) Titolo: consignori di Bussoleno Troncato, al 1° di rosso al giglio d'oro, al 2° d'oro alla testa di cinghiale di nero Motto: Per ardua nitet (citato in (15)) |
|        | Chiara (Sicilia) D'azzurro, con un castello d'argento merlato di cinque pezzi, aperto e sinistrato di nero, accompagnato da cinque gigli d'argento, posti 3 in capo e 2 a' fianchi (citato in (26)) Notizie storiche in Famiglie nobili di Sicilia. |
|        | Chiaramonte e Chiaramonte Bordonaro o Bordonaro (Palermo, Roma) Titolo: barone di Gebbiarossa d'azzurro, inquartato da un filetto di nero; al 1º a tre stelle d'argento, ordinate in banda; al 2º a tre monti verdeggianti al naturale, ordinati in banda, uno attraversante sull'altro; al 3º al leone d'argento, rivoltato, linguato di rosso, coronato d'oro; al 4º all'elmo d'argento (citato in (4) – Vol. II pag. 439, in (16), in Mango e in (26)) Notizie storiche in Famiglie nobili di Sicilia. |
|        | Chiaramonte o Chiaromonte (Sicilia) Titolo: conte di Chiaramonte, nobile troncato: nel 1° di rosso, al monte a cinque vette d'argento; nel 2° d'argento (citato in (16) e in Mango) |
|        | Chiaramonte (Sicilia) Titolo: conte di Modica; marchese di Ancona campo di rosso, con cinque monti di argento. Corona di conte (citato in (26)) 5 monti appuntiti di argento uscenti dalla punta sovrapposti fra loro su rosso (citato in LEOM) Notizie storiche in Famiglie nobili di Sicilia. |
|        | Chiaramontesi (Firenze) Fasciato doppiomerlato d'argento e d'azzurro (citato in (13)) alias Fasciato doppiomerlato d'oro e d'azzurro (citato in (13)) alias (DE) 7mal gold-blau im Zinnenschnitt geteilt (citato in (28)) alias (DE) 7mal silber-schwarz in Zinnenschnitt geteilt (citato in (28)) |
|        | Chiaramonti (Cesena) trinciato d'oro e d'azzurro alla banda d'argento attraversante sulla partizione, caricata di tre teste di moro al naturale attortigliate d'argento; col capo d'azzurro a tre stelle di sei raggi d'argento (citato in (4) – Vol. II pag. 439) (Immagine nell' Archivio Storico Capitolino (PDF).) |
|        | Chiaramonti (Cesena) Titolo: conti Trinciato d'oro e di rosso, alla banda d'argento, carica di (tre?) teste di moro, di nero, bandate d'argento, con il capo d'azzurro, carico di tre stelle (6) d'argento, male ordinate alias Trinciato d'oro e d'azzurro, alla banda d'argento, carica di tre teste di moro, di nero, bandate d'argento, (a piombo?), con il capo d'azzurro, carico di tre stelle (6) d'oro, male ordinate (citato in (15)) |
|        | Chiaramonti (Cesena) d'azzurro alla fascia d'argento caricata di tre teste di moro al naturale attortigliate d'argento e accompagnata in capo da tre stelle di sei raggi d'oro (citato in (4) – Vol. II pag. 439) |
|        | Chiaramonti (Cesena) (la blasonatura non è stata ancora caricata) (citato in BLCW) Immagine in Blasone Cesenate. |
|        | Chiaramonti (Ovada) Partito: nel 1° d'argento, al monte di tre cime all'italiana, fondato sulla campagna di verde, sormontato dalla scritta PAXdi nero a sua volta sormontata da una croce doppia dello stesso; nel 2° d'azzurro, alla banda d'argento bordata di rosso e caricata di tre stelle di sei raggi del campo, accompagnata nel capo da tre stelle di sei raggi d'oro, male ordinate (citato in (31)) |
|        | Chiaramonti di Francia (Cesena) (la blasonatura non è stata ancora caricata) (citato in BLCW) Immagine in Blasone Cesenate. |
|        | Chiarand (Sicilia) fascia di oro su azzurro sostenente uccello di argento (citato in LEOM) |
|        | Chiarandà (Caltagirone, Sicilia) Titolo: barone di Friddani, Signore di Magasinazzo d'azzurro alla fascia d'oro sostenente un uccello d'argento (citato in (16)) d'azzurro, alla fascia d'oro, sormontata da un uccello fermo d'argento (citato in Mango e in (26)) d'azzurro, con una fascia d'oro, sormontata da un uccello d'argento posato (citato in (26)) Notizie storiche in Famiglie nobili di Sicilia. Ulteriori notizie storiche in Famiglie nobili di Sicilia. |
|        | Chiarante (Terni) monte a 3 cime di verde uscente dalla punta su azzurro - 3 stelle (6 raggi) di oro poste in fascia su azzurro - luna rovesciata di argento in alto su azzurro (citato in LEOM) |
|        | Chiarelli (Cento, Bologna) d'azzurro al bue furioso d'argento tenente un giglio d'oro; col capo d'Angiò (citato in (4) – Vol. II pag. 440) |
|        | Chiarello (Messina) d'azzurro, col mare al naturale, movente dalla punta, sormontato nel capo dal sole d'oro, figurato di rosso (citato in Mango) |
|        | Chiarena (Dogliani) D'azzurro, a tre stelle d'oro, 2, 1 (citato in (15)) |
|        | Chiarenti (Pistoia) Fasciato di quattro pezzi d'oro e d'azzurro, al capo del secondo caricato di un torsello d'argento alias D'azzurro, a tre torselli d'argento ordinati l'uno sull'altro (citato in (13)) |
|        | Chiarenza (Sicilia) di rosso, con una spada d'argento ammanicata d'oro posta in palo (citato in (26)) Notizie storiche in Famiglie nobili di Sicilia. |
|        | Chiarenzi (Pistoia) D'azzurro, alla fascia d'argento caricata di tre stelle a otto punte d'oro, sostenente un cane corrente d'argento, collarinato di rosso, e accompagnata in punta da un torsello d'argento (citato in (13)) |
|        | Chiari (Roma) d'azzurro al leone d'oro tenente con la branca destra un giglio ed accompagnato in capo da 3 stelle d'argento alla fascia di rosso attraversante (citato in (4) – Vol. II pag. 440) |
|        | Chiari (Roma) fascia di oro su - leone rampante al naturale giglio di oro in destra su azzurro - 3 stelle (8 raggi) di oro in alto su azzurro poste 1,2 (citato in LEOM) |
|        | Chiari (Bologna) fasciato di verde e di scaccato di tre file di rosso e d'argento; al capo d'Angiò (citato in (9) – pag. 266) |
|        | Chiari (Firenze) Partito d'argento e di nero, al rincontro di capro (o di montone, o di bue) dell'uno nell'altro (citato in (13)) |
|        | Chiari (Firenze) Trinciato di rosso e d'argento, a due crescenti dell'uno nell'altro, il primo rivolto e il secondo volto alias D'azzurro, alla fascia diminuita di rosso, sormontata da un sole d'oro nascente dalla pezza (citato in (13)) |
|        | Chiari (Firenze) Troncato: nel 1º d'azzurro, alla stella a otto punte d'oro; nel 2º d'argento, all'albero sradicato al naturale; con la fascia di rosso passata sulla troncatura (citato in (13)) |
|        | Chiari (Toscana) (DE) In Silber 3 liegende rote Halbmonde 2:1 gestellt (citato in (28)) |
|        | Chiariti d'oro, al capro di nero, attraversato da un filetto di rosso, col capo d'azzurro, caricato di tre palle d'oro, quella centrale sormontata da una fiamma di rosso a cinque punte (citato in (6) – pag. 46) |
|        | Chiariti (Firenze) D'azzurro, alla banda contromerlata d'argento alias D'azzurro, alla banda contromerlata d'oro (citato in (13)) |
|        | Chiariti (Pietrasanta) Di..., al capro saliente di..., e alla banda diminuita attraversante di... alias Di..., alla fiamma di..., caricata di tre palle di..., 1.2 alias Di..., alla banda ondata di..., accompagnata da due rose di..., 1.1 (citato in (13)) |
|        | Chiariti (Pistoia) D'oro, alla croce spinata di verde, accantonata nel 1º e 4º da una stella a otto punte di rosso, e nel 2º e 3º da una rosa di verde (citato in (13)) |
|        | Chiarizia (Napoletano) Titolo: nobile semipartito troncato: nel primo d'oro all'aquila di nero, lampassata membrata e rostrata di rosso, caricata in cuore da uno scudetto d'oro alla sbarra d'azzurro; nel secondo d'azzurro al leone d'oro, lampassato di nero accompagnato nel cantone superiore destro da una stella d'argento a 16 punte; nel terzo, di rosso alla scala d'oro posta in sbarra (citato in (19)) Motto: Turbo procella e ria stagion non teme Notizie storiche in Nobili napoletani. |
|        | Chiaroggi (Pistoia) D'azzurro, a tre crescenti montanti d'oro, 2.1 (citato in (13)) |
|        | Chiaromanni (Arezzo) losangato di azzurro e d'oro (citato in (4) – Vol. II pag. 441 e in (13)) |
|        | Chiaromonti d'azzurro, alla banda d'argento, caricata di tre teste di moro al naturale, attortigliate d'argento, l'una sopra l'altra nel senso della banda, accompagnata da sei stelle (6) d'oro (citato in (5) - pag. 166) |
|        | Chiarucci (Firenze) D'oro, al toro di rosso, cornato d'argento, e alla banda diminuita attraversante d'azzurro (citato in (13)) |
|        | Chiarucci (Toscana) (DE) In Gold 1 roter Stier mit unterschlagenem Schwanz, überdeckt von 1 blauen Schrägbalken (citato in (28)) alias (DE) In Gold 1 silberner Stier mit unterschlagenem Schwanz, überdeckt von 1 blauen Schrägbalken (citato in (28)) |
|        | Chiassi (Roma) d'azzurro a due levrieri rivolti rampanti di argento terrazzati di verde, accompagnati da 3 stelle di oro ordinate nel capo (citato in (4) – Vol. II pag. 441) |
|        | Chiassi (Cascia, Roma) 2 cani levrieri controrampanti di argento su azzurro - 3 stelle (6 raggi) di oro poste in fascia in alto su azzurro (citato in LEOM) |
|        | Chiassi da Settimo (Pisa) Di rosso, al leone d'oro (citato in (13)) |
|        | Chiastellaro o Chiastellar o Châtelard (Moncalieri, Trofarello, Pecetto, Carignano, Lombriasco, Torino) D'azzurro, alla torre d'argento, mattonata di nero, finestrata di due pezzi del campo, merlata alla guelfa, sinistrata da un antimuro d'argento, mattonato di nero, aperto del campo e finestrato di due pezzi dell'ultimo, merlato di cinque alla guelfa, esso antimuro sormontato da un giglio d'oro alias Partito, al 1° fasciato di rosso e d'argento, con il capo di Malta (Caccia Dominioni), al 2° d'azzurro, alla torre d'argento, mattonata di nero, finestrata di due pezzi del campo, merlata alla guelfa, sinistrata da un antimuro d'argento, mattonato di nero, aperto del campo e finestrato di due pezzi dell'ultimo, merlato di cinque alla guelfa, esso antimuro sormontato da un giglio d'oro (citato in (15)) |
|        | Chiavacci (Firenze) D'azzurro, al cane rampante d'argento, accompagnato nel cantone destro del capo da un crescente rovesciato dello stesso, e da tre stelle a sei punte d'oro, ordinate due ai lati e una in punta alias D'azzurro, al cane rampante d'argento, accompagnato nel cantone destro del capo da un crescente rovesciato dello stesso, e da tre stelle a otto punte d'oro, ordinate due ai lati e una in punta alias D'azzurro, al cane rampante d'argento, accompagnato nel cantone destro del capo da un crescente rivolto dello stesso, e da tre stelle a sei punte d'oro, ordinate due ai lati e una in punta alias D'azzurro, al cane rampante d'argento, accompagnato nel cantone destro del capo da un crescente rivolto dello stesso, e da tre stelle a otto punte d'oro, ordinate due ai lati e una in punta alias D'azzurro, al cane rampante d'argento, accompagnato nel cantone destro del capo da un crescente rivolto in banda dello stesso, e da due stelle a otto punte d'oro, una nel cantone sinistro del capo e una in punta (citato in (13)) |
|        | Chiavaccini (Firenze) Di..., al leone di... (citato in (13)) |
|        | Chiavarelli (Fossombrone, Roma) di azzurro alla banda di argento con la chiave di ferro posta in palo con l'ingegno rivoltato, e sostenuta sopra da un destrocherio e sotto da un sinistrocherio vestiti di rosso e guerniti d'argento, il tutto attraversante e sormontato da tre stelle di 8 raggi d'oro male ordinate (citato in (4) – Vol. II pag. 441) |
|        | Chiavarelli o Chiavarello (Sicilia) d'azzurro, al leone coronato d'oro, impugnante con le zampe anteriori una chiave dello stesso (citato in Mango) |
|        | Chiavari (dell'albergo Lomellino) (Genova) di oro, a due colonne di rosso (citato in (4) – Vol. II pag. 442) |
|        | Chiavari (dell'albergo Cattaneo) (Genova) di rosso, a due chiavi in palo affrontate d'oro (citato in CROL – pag. 17, in (4) - Vol. II pag. 442 (chavi con l'ingegno in su e affrontati) e in (5) - pag. 116) |
|        | Chiavari (dell'albergo Lercari) (Genova) d'oro a tre fasce d'azzurro accompagnate in capo da tre stelle di azzurro ordinate in fascia (citato in (4) – Vol. II pag. 442) |
|        | Chiavarina (Torino) Titolo: conti di Rubiana D'azzurro, alla chiave coricata, accompagnata da tre stelle, il tutto d'oro (citato in (15)) |
|        | Chiavarini (Montefalco) (d'argento, al caduceo di nero, alato di rosso, con i serpi di verde) (citato in Degli Abbati) |
|        | Chiavassa (Milano) Titolo: nobili D'argento, a due chiavi al naturale, decussate, quella di destra riversata, quella di sinistra riversata e rivoltata (citato in (15)) |
|        | Chiavazza (Sommariva) D'argento, a due chiavi (al naturale? d'argento?), poste in croce di S. Andrea (citato in (15)) |
|        | Chiavelli (Ceva) D'argento a quattro tavolette quadre, d'azzurro, ciascuna carica di un bisante d'oro Motto: Servanda diu (citato in (15)) |
|        | Chiaventone (Chieri) Di rosso, al braccio vestito d'oro, tenente con la mano di carnagione una chiave d'argento, l'ingegno all'insù, rivoltata, accostata da due stelle d'oro, con il capo di azzurro, cucito, carico di una stella d'oro (citato in (15)) |
|        | Chiaverotti (Ivrea) Titolo: conti di Monteolivo D'argento, al leone di nero, linguato e armato di rosso, tenente un mezzovolo pure di nero, con una fascia di rosso, carica di tre stelle d'oro, attraversante Motto: In solertia honos (citato in (15)) |
|        | Chiaves (Torino?) D'azzurro, a due chiavi d'oro, poste in decusse Motto: Undique fortis (citato in (15)) |
|        | Chiaves (Sicilia) d'oro, con un braccio armato impugnante un'asta con bandiera di verde svolazzante a sinistra, accostato da due chiavi di nero l'ingegno verso i fianchi, ed accompagnato da tré alberetti sradicati di verde moventi dalla punta (citato in (26)) Notizie storiche in Famiglie nobili di Sicilia. |
|        | Chiavi (Cesena) (la blasonatura non è stata ancora caricata) (citato in BLCW) Immagine in Blasone Cesenate. |
|        | Chiavico o Clance (Molise) (la blasonatura non è stata ancora caricata) (citato in DAlena) |

### Chie
| Stemma | Casato e blasonatura |
| ------ | --- |
|        | Chiellini (Livorno) Troncato: nel 1º d'oro, a due pali di rosso e alla sbarra attraversante d'azzurro, caricata di una rosa di rosso nel cantone del capo; nel 2º d'argento, a due pali d'oro; e alla fascia di rosso passata sulla troncatura (citato in (13)) |
|        | Chieppio o Chieppo (Mantova) Titolo: signori di Piovà con Castelvero e Cerreto D'argento, mantellato ritondato d'azzurro, il primo carico di un ramo di rosaio, di verde, fiorito di tre pezzi, di rosso, il secondo di due stelle d'oro, con il capo d'oro, carico di un'aquila di nero (citato in (15)) pianta di rosa di verde fiorita di 3 pezzi di rosso posti 1,2 su argento - incappato di azzurro caricato di 2 stelle (5 raggi) di oro - aquila di nero su oro in capo (citato in LEOM)            |
|        | Chiera o Ciera (Torino, Mondovì) Titolo: Conte di Vasco d'oro a tre bande d'azzurro, al leone d'argento coronato d'oro, attraversante (citato in (4) – Vol. II pag. 443, in (15) e in (22)) alias Di rosso, al leone coronato, d'oro (citato in (15)) |
|        | Chiereghin (Chioggia) (la blasonatura non è stata ancora caricata) (citato in Araldica gentilizia (archiviato dall'url originale il 24 settembre 2015).) |
|        | Chiericati Salvioni (Sovizzo, Modena) Titoli: Nobile, Conte inquartato: al 1º e 4º controinquartato: a) partito di rosso alla fascia d'oro e ripartito d'oro e di azzurro; b) e c) di rosso all'aquila di oro; d) ripartito di azzurro e d'oro e di rosso alla fascia d'oro; nel 2º e 3º di rosso alla fascia d'oro, carica di un'aquila di nero bicipite, accompagnata da tre teste di carnagione, due in capo e una in punta, tonsurate d'oro, le superiori affrontate (citato in (4) – Vol. II pag. 443) |
|        | Chiesa (Pisa) D'azzurro, alla banda d'argento e alla chiesa attraversante al naturale alias D'azzurro, alla banda d'argento e alla chiesa attraversante al naturale; la chiesa posta tra le lettere dell'alfabeto G e E d'argento, la G sormontata da una crocetta (citato in (13)) |
|        | Chiesa (Pisa) chiesa con campanile al naturale su banda di argento su azzurro (citato in LEOM) |
|        | Chiesa (Compiano) D'argento alla chiesa di rosso, tegolata, aperta e finestrata di porpora alias D'azzurro alla chiesa d'argento, tegolata di rosso, sorgente dalla pianura di verde (citato in DAlena) |
|        | Chiesa o Della Chiesa (Asti) Interzato in fascia, d'azzurro, d'argento, alla chiesa di rosso, e d'azzurro alias Interzato in fascia, d'azzurro, d'argento, alla chiesa di rosso, e di rosso (citato in (15)) |
|        | Chiesa (Ivrea) D'argento, alla chiesa d'azzurro, coperta di rosso, rivoltata Motto: Amor et charitas (citato in (15)) |
|        | Chiesa (Chieri) D'argento, alla chiesa di rosso, con il capo d'azzurro, carico di un sole d'oro Motto: Cingit non stringit (citato in (15)) |
|        | Chiesa (Ovada) Trinciato d'azzurro e d'oro, alla chiesa d'argento coperta di rosso, aperta e finestrata di nero, attraversante sulla partizione (citato in (31)) |
|        | Chiesa (Cesena) (la blasonatura non è stata ancora caricata) (citato in BLCW) Immagine in Blasone Cesenate. |
|        | Chiesa Morra (Moncalvo) Titolo: consignori di Castelletto Merli D'azzurro, alla banda di rosso, cucita, con la chiesa d'argento (?), aperta e finestrata di nero, tegolata di rosso, con il capo d'oro, carico di un'aquila, di nero alias Partito, al 1° d'azzurro, alla chiesa al naturale, al 2° troncato, nel I di rosso, all'aquila di nero, nel II di verde, alla sbarra d'argento, accompagnata da due rami fogliati, fruttati di more, nel senso della sbarra (citato in (15))                      |

### Chif
| Stemma | Casato e blasonatura |
| ------ | --- |
|        | Chifenti (Fiesole) D'azzurro, allo scaglione di rosso caricato di una bilancia d'oro attraversata da una spada d'argento in fascia; lo scaglione accompagnato in capo da una stella a sei punte d'oro posta in mezzo a due gigli dello stesso, e in punta da un caduceo d'oro attraversante su una montagna uscente dal mare al naturale e con la vetta illuminata dal sole nascente d'oro (citato in (13)) |
|        | Chifenti (Firenze) scaglione di rosso caricato da una bilancia e una spada in fascia di oro su azzurro - stella (8 raggi) di oro 2 gigli di oro in alto su azzurro - caduceo al naturale accollato da 2 foglie di palma intrecciate 2 volte al naturale in punta (citato in LEOM) |

### Chig
| Stemma | Casato e blasonatura |
| ------ | --- |
|        | Chigi (Siena) Di rosso, al monte di sei cime d'oro, sormontato da una stella a otto punte dello stesso alias Inquartato: nel 1º e 4º d'azzurro, all'albero sradicato d'oro, di quattro rami decussati due a due; nel 2º e 3º di rosso, al monte di sei cime d'oro sormontato da una stella a sei punte dello stesso (citato in (13))                                                                                     |
|        | Chigi (Siena, Roma) di rosso, al monte di 6 cime d'oro, sormontato di una stella di 8 raggi dello stesso (citato in (2) – pag. 512 e in DAlena) |
|        | Chigi (Roma) inquartato: nel 1º e 4º di azzurro alla rovere sradicata e coi rami passati in doppia croce di Sant'Andrea d'oro; nel 2º e 3º di rosso al monte di sei cime d'oro, sormontato da una stella di otto raggi dello stesso (Immagine nell' Archivio Storico Capitolino (PDF) (archiviato dall'url originale l'11 marzo 2016).)                                                                                  |
|        | Chigi Albani della Rovere (Roma) inquartato: nel 1º e 4º di azzurro alla rovere sradicata e coi rami passati in doppia croce di Sant'Andrea d'oro; nel 2º e 3º di rosso al monte di sei cime d'oro, sormontato da una stella di otto raggi dello stesso (citato in (4) – Vol. II pag. 448) |
|        | Chigi-Borghese (Sarteano) (la blasonatura non è stata ancora caricata) (citato in BNDD) Immagine ne L'araldica sarteanese nei secoli. |
|        | Chigi degli Useppi Saracini Lucherini (Siena) inquartato: nel 1º e 4º di azzurro alla rovere sradicata e coi rami passati in doppia croce di Sant'Andrea d'oro; nel 2º e 3º di rosso al monte di sei cime d'oro, sormontato da una stella di otto raggi dello stesso (citato in (4) – Vol. II pag. 449) |
|        | Chigi Montoro (Roma) inquartato: nel 1º e 4º di azzurro alla rovere sradicata e coi rami passati in doppia croce di Sant'Andrea d'oro; nel 2º e 3º di rosso al monte di sei cime d'oro, sormontato da una stella di otto raggi dello stesso (Immagine nell' Montoro.pdf#view=fit&navpanes=1 Archivio Storico Capitolino (archiviato dall'url originale il 4 marzo 2016).)                                                |
|        | Chigi Zondadari (Siena, Roma) partito: nel 1º troncato, a) di azzurro alla rovere sradicata coi rami in doppia croce di S. Andrea d'oro, b) di rosso al monte di sei cime d'oro sormontato da una stella di sei raggi dello stesso (Chigi); nel 2º di azzurro alla banda dello stesso bordata d'oro e caricata di tre rose del medesimo (Zondadari) (citato in (4) – Vol. II pag. 451)                                   |
|        | Chigi Zondadari (Siena, Roma) 3 quadrifogli di oro posti in banda racchiusi da gemella in banda dello stesso su azzurro - rovere di oro a 4 rami in doppia croce di Sant'Andrea di oro su azzurro - monte a 6 cime di oro su rosso - stella (6 raggi) di oro in alto su rosso (citato in LEOM) |
|        | Chignin o Cignini (Savoia) Titolo: signori di Chianocco, San Didero; consignori di San Giorio, Villarbasse Di rosso, allo scaglione di ermellino alias Di rosso, allo scaglione d'argento, carico di sei moscature d'ermellino alias Interzato in banda, d'oro, di rosso carico di tre stelle (8) forate d'argento, e d'azzurro alias Di rosso, alla banda d'argento, carica di tre speronelle, di nero (citato in (15)) |

### Chil
| Stemma | Casato e blasonatura |
| ------ | --- |
|        | Chilovi (Taio, Trento) Titolo: Nobili rurali (la blasonatura non è stata ancora caricata) (citato in . Tiroler Wappen, Tiroler Landesmuseum Ferdinandeum) |

### Chim
| Stemma | Casato e blasonatura                                                                               |
| ------ | -------------------------------------------------------------------------------------------------- |
|        | Chimenti (Firenze) Di rosso, a tre bande di nero alias Bandato di rosso e di nero (citato in (13)) |

### Chin
| Stemma | Casato e blasonatura |
| ------ | --- |
|        | Chini dell'Oliviera (Siena) Troncato d'azzurro e d'oro, al cuore attraversante del primo, infiammato del secondo (citato in (13)) |
|        | Chinigò o Cinigo (Messina) d'azzurro, al levriere d'argento, fermo e guardante una stella d'oro, posta al primo cantone (citato in Mango) d'azzurro, con un cane levriere d'oro guardante una stella del medesimo posta nel canton destro dello scudo (citato in (26)) Notizie storiche in Famiglie nobili di Sicilia. |
|        | Chino (Montemagno) Titolo: baroni di Brarola D'oro, al decusse di rosso (citato in (15)) |

### Chio
| Stemma | Casato e blasonatura |
| ------ | --- |
|        | Chioatero o Chioattero Titolo: baroni di Coarazze Di nero, a tre chiodi della passione d'oro appuntiti, moventi dalla punta dello scudo, con il capo d'azzurro, cucito, carico di una mezza luna d'argento, montante alias D'oro, a tre chiodi della passione di nero appuntiti, moventi dalla punta dello scudo (citato in (15)) |
|        | Chiocchini (Livorno) Interzato in fascia: nel 1° di verde, a tre stelle a otto punte d'oro; nel 2° d'oro, a tre sbarre di rosso; nel 3° d'oro, al giglio d'azzurro (citato in (13)) |
|        | Chiocchini (Toscana) (DE) In Blau 1 schwebender goldener Sechsberg, oben begleitet von 3 achtstrahligen goldenen Sternen und 1 liegenden silbernen Halbmond, 1:2:1 gestellt (citato in (28)) |
|        | Chiocci (Gubbio) chioccia con i suoi pulcini al naturale sull'argento del tagliato di argento e di azzurro - uomo cavalcante drago di profilo tenente nella destra un compasso aperto punte in alto tutto di oro su azzurro (citato in LEOM)                                                                                      |
|        | Chiochia o Cioca (Costigliole Saluzzo) Troncato d'azzurro e d'oro, a tre rose, le superiori d'argento, l'inferiore di rosso (citato in (15)) |
|        | Chiodi (Genova) d'azzurro allo scaglione d'oro, accompagnato in capo da tre stelle d'argento male ordinate, e in punta da un leone d'oro coronato del medesimo impugnante nella branca anteriore destra un chiodo di ferro al naturale (citato in (4) – Vol. II pag. 452)                                                         |
|        | Chiodo (Genova) Titolo: barone d'azzurro, allo scaglione d'oro, accompagnato in capo da tre stelle di argento male ordinate, e in punta da un leone d'oro coronato del medesimo, impugnante nella branca anteriore destra chiodo di ferro al naturale (citato in (22))                                                            |
|        | Chiodo (Verona) 3 chiodi in palo accostati in fascia di nero su rosso - 2 schegge di asse di oro uscenti in banda dalla sinistra del capo e dalla destra della punta - 2 rose di oro poste in sbarra su rosso (citato in LEOM) |
|        | Chionio (Torino) luna rovesciata di argento su azzurro - 2 lune rovesciate di azzurro su argento - 2 bande di rosso su oro (citato in LEOM) |
|        | Chionio Nuvoli (Roma, San Damiano d'Asti) Titolo: baroni di Thénézol interzato in fascia: nel 1º di azzurro al crescente d'argento rovesciato d'argento; nel 2º di argento a 2 crescenti di azzurro rovesciati uno accanto all'altro; nel 3º d'oro a 2 bande di rosso (citato in (4) – Vol. II pag. 453, in (15) e in (22))       |
|        | Chionni (Firenze) Partito d'azzurro e d'argento, a uno scaglione del secondo nel primo e uno del primo nel secondo (citato in (13)) |
|        | Chiostra (Pescia) Di..., alla banda di... sostenente un leone leopardito di..., e accostata in punta da tre stelle a otto punte di... (citato in (13)) |
|        | Chiostra (Pisa) D'oro, a tre pali di nero; con il capo dell'Impero alias Di verde, al palo d'argento caricato di tre scarpe di nero; con il capo dell'Impero (citato in (13)) |
|        | Chiozzotto (Chioggia) (la blasonatura non è stata ancora caricata) (citato in Araldica gentilizia (archiviato dall'url originale il 24 settembre 2015).) |

### Chir
| Stemma | Casato e blasonatura |
| ------ | --- |
|        | Chirolo (Tortonese) Titolo: consignori di Pralormo Bandato di rosso e d'oro (citato in (15))                                                          |
|        | Chironi (Nuoro, Torino) albero di olivo sradicato al naturale fruttato di rosso su oro - leone rampante contro albero di nero su oro (citato in LEOM) |

### Chis
| Stemma | Casato e blasonatura                                                                                      |
| ------ | --- |
|        | Chisi (Viterbo) (la blasonatura non è stata ancora caricata) (immagine dello Stemmario reale di Baviera.) |

### Chit
| Stemma | Casato e blasonatura                                                                                |
| ------ | --------------------------------------------------------------------------------------------------- |
|        | Chitti (Sant'Alessio in Aspromonte) (la blasonatura non è stata ancora caricata) (citato in DAlena) |

### Chiu
| Stemma | Casato e blasonatura |
| ------ | --- |
|        | Chiurlìa o Di Bari (Bari, Modugno, Giovinazzo) Titolo: nobili, baroni, marchesi di Lizzano, marchese di Lizzano, conte di Roccaforzata e Lizzanello, patrizio di Bari di rosso alla banda d'azzurro filettata d'argento caricata di tre gigli d'oro accompagnata da due leoni dello stesso (citato in (16)) |

### Chiz
| Stemma | Casato e blasonatura |
| ------ | --- |
|        | Chizi (Toscana) (DE) In Silber 1 roter Schrägbalken, beidseitig begleitet von je 1 abnehmenden blauen Halbmond an der Ort- und an der Fußstelle (citato in (28)) |
|        | Chizzola (Brescia) 3 ciambelle (chisole) di argento su rosso poste 2,1 - capo d'Impero (citato in LEOM)                                                          |

### Chr
| Stemma | Casato e blasonatura |
| ------ | --- |
|        | Christ de Santz (Roma) (la blasonatura non è stata ancora caricata) (Immagine nell' de Santz.pdf#view=fit&navpanes=1 Archivio Storico Capitolino.) |
|        | Christalnigg (Scodovacca (Gorizia)) Titoli: Barone di Gillizstein, Conte del S. R. I. inquartato: nel 1º e 4º di rosso caricato di due braccia, vestite di acciaio poste in banda attraversanti il secondo e terzo punto ed unite con le mani di carnagione, accostate da due bande ristrette d'argento; nel 2º e 3º di azzurro ad un volo d'aquila d'oro, alla sbarra di nero carica di tre stelle (6) d'oro, l'ala col nodo dalla parte interna Cimieri: 1º il volo di aquila di nero, come nello scudo; 2º il braccio vestito d'acciaio posto in palo e tenente con la mano di carnagione uno stilo d'argento, manicato d'oro; 3º la torre guarnita e cimata di un cristallo ovale; 4º il leone d'oro, lampassato di rosso, coronato d'oro, con la coda biforcata e posta fra due proboscidi, quella a destra troncata d'azzurro e di rosso, quella a sinistra di rosso e d'azzurro (citato in (4) – Vol. II pag. 453) |

### Chy
| Stemma | Casato e blasonatura |
| ------ | --- |
|        | Chyurlia (Taranto) 3 gigli di oro in palo su banda di azzurro bordata di argento su rosso - 2 leoni passanti di oro posti in sbarra su rosso (citato in LEOM) |
|        | Chyurlja (Molfetta) di rosso, alla banda d'azzurro, filettata d'argento, caricata di 3 gigli d'oro e accompagnata da altri 2 gigli dello stesso, uno in capo e uno in punta alias di rosso, alla banda d'azzurro, filettata d'argento, caricata di 3 gigli d'oro e accompagnata da 2 leoni illeoparditii dello stesso, uno in capo e uno in punta (citato in ) |